# 班迭奇马寺
班迭奇馬寺是一座神廟，柬文意即「貓堡」，位於柬埔寨的班迭棉吉省，由吳哥王朝的闍耶跋摩七世所興建。於1998年、2000年及2002年，班迭奇馬寺被世界文化遺產基金會列為百大最瀕危遺址之一
。